# Wang Han
Wang Han, född 24 januari 1991, är en kinesisk simhoppare som har vunnit två raka VM-guld i tre meter mix synchro. Det första vann hon vid världsmästerskapen i simsport 2015 och det andra vid världsmästerskapen i simsport 2017.
Vid OS i Tokyo 2021 tog Wang guld tillsammans med Shi Tingmao i parhoppning från 3 meter samt silver i hopp från 3 meter.